# Остров (Холмогорский район)
Остров — деревня в Холмогорском районе Архангельской области.

## География
Находится в южной части Архангельской области на расстоянии приблизительно 57 км на восток по прямой от административного центра района села Холмогоры на левобережье Пинеги.

## История
В 1939 году отмечена в составе Леуновского сельсовета Пинежского района. До 2015 года входила в Леуновское сельское поселение, с 2015 по 2022 года в Белогорское сельское поселение до его упразднения.

## Население
Численность населения: 1 человек (русские 100 %) в 2002 году, 1 в 2010.